# NGC 3526
NGC 3526 је спирална галаксија у сазвежђу Лав која се налази на NGC листи објеката дубоког неба.
Деклинација објекта је + 7° 10' 24" а ректасцензија 11h 6m 56,4s. Привидна величина (магнитуда) објекта NGC 3526 износи 13,1 а фотографска магнитуда 13,8. NGC 3526 је још познат и под ознакама NGC 3531, UGC 6167, MCG 1-28-39, IRAS 11043+0726, KARA 464, CGCG 38-129, PGC 33635.